# Runo Lagomarsino
Runo Ezequeil Lagomarsino, född 6 september 1977 i Lund, är en svensk skulptör och installations- och videokonstnär. 

## Biografi
Runo Lagomarsino växte upp i Lund i en familj som emigrerat från Argentina, och utbildade sig på Konsthögskolan Valand i Göteborg 1999-2001, Konsthögskolan i Malmö 2001-03 och Whitney Independent Study Program i New York i USA 2007-08.
Han utsågs av Venedigbiennalens kurator år 2015 Okwui Enwezor som en av tre konstnärer från Sverige till att delta i biennalens huvudutställning All the world's futures.
Runo Lagomarsino fick 2014 Barbro & Holger Bäckströms stipendium. 2019 tilldelades han Moderna museets vänners skulpturpris. Han bor och arbetar i São Paulo i Brasilien och i Malmö.